# Трећа лига Црне Горе у фудбалу 2015/16. — Средња регија
Трећа лига Црне Горе је подијељена у три регије, Јужну, Сјеверну и Средњу.
У Средњој регији, у сезони 2015/16 учествује седам клубова, формат такмичења је такав да свако игра са сваким четири пута, по два пута кући и на страни. Првак Средње регије на крају сезоне учествује у баражу за пласман у Другу лигу Црне Горе, заједно са првацима Јужне и Сјеверне регије.
ФК Зора из Спужа је одустала од учешћа након 19 одиграних кола, сваки наредни меч који је Зора требало да одигра, регистрован је службеним резултатом 3:0 у корист противника.

## Клубови у сезони 2015/16
| Клуб                 | Мјесто    | Стадион                | Капацитет |
| -------------------- | --------- | ---------------------- | --------- |
| ФК Црвена Стијена    | Подгорица | Стадион Црвене Стијене | 1.000     |
| ФК Челик             | Никшић    | Стадион жељезаре       | 2.000     |
| ФК Горштак           | Колашин   | Стадион у Лугу         | 1.000     |
| ФК Младост Љешкопоље | Подгорица | Стадион ФК Бубамара    | 1.000     |
| ФК Рибница           | Подгорица | Стадион на Конику      | 750       |
| ФК Забјело           | Подгорица | Стадион Забјела        | 1.000     |
| ФК Зора              | Спуж      | Градски стадион        | 3.000     |

## Резултати

### Резултати по колима
| 1. коло, 6.9.2015.                 |     |
| Забјело - Челик                    | 2:3 |
| Зора - Горштак                     | 5:3 |
| Црвена Стијена - Младост Љешкопоље | 0:2 |
| Рибница је била слободна.          |     |

| 2. коло, 12.9.2015.                 |     |
| Горштак - Црвена Стијена            | 3:2 |
| Рибница - Забјело                   | 0:7 |
| Челик - Зора                        | 1:0 |
| Младост Љешкопоље је било слободно. |     |

| 3. коло, 19-20.9.2015.      |     |
| Младост Љешкопоље - Горштак | 1:1 |
| Црвена Стијена - Челик      | 0:3 |
| Зора - Рибница              | 7:0 |
| Забјело је било слободно.   |     |

| 4. коло, 26.9.2015.       |     |
| Челик - Младост Љешкопоље | 5:1 |
| Рибница - Црвена Стијена  | 3:4 |
| Забјело - Зора            | 0:2 |
| Горштак је био слободан.  |     |

| 5. коло, 3-4.10.2015.       |          |
| Горштак - Челик             | 0:5      |
| Црвена Стијена - Забјело    | 3:0 с.р. |
| Младост Љешкопоље - Рибница | 5:1      |
| Зора је била слободна.      |          |

| 6. коло, 10-11.10.2015.     |     |
| Рибница - Горштак           | 1:5 |
| Забјело - Младост Љешкопоље | 1:1 |
| Зора - Црвена Стијена       | 2:0 |
| Челик је био сободан.       |     |

| 7. коло, 17.10.2015.             |          |
| Младост Љешкопоље - Зора         | 0:1      |
| Горштак - Забјело                | 3:0 с.р. |
| Челик - Рибница                  | 11:1     |
| Црвена Стијена је била слободна. |          |

| 8. коло, 31.10-1.11.2015.          |          |
| Горштак - Зора                     | 2:2      |
| Младост Љешкопоље - Црвена Стијена | 3:0 с.р. |
| Челик - Забјело                    | 9:0      |
| Рибница је била слободна.          |          |

| 9. коло, 7-8.11.2015.               |     |
| Забјело - Рибница                   | 2:0 |
| Зора - Челик                        | 2:1 |
| Црвена Стијена - Горштак            | 1:1 |
| Младост Љешкопоље је било слободно. |     |

| 10. коло, 13-15.11.2016.    |     |
| Челик - Црвена Стијена      | 8:0 |
| Горштак - Младост Љешкопоље | 1:0 |
| Рибница - Зора              | 2:3 |
| Забјело је било слободно.   |     |

| 11. коло, 22.11.2015.     |     |
| Младост Љешкопоље - Челик | 1:1 |
| Црвена Стијена - Рибница  | 1:4 |
| Зора - Забјело            | 3:0 |
| Горштак је био слободан.  |     |

| 12. коло, 28-29.11.2015.    |     |
| Забјело - Црвена Стијена    | 4:2 |
| Челик - Горштак             | 6:0 |
| Рибница - Младост Љешкопоље | 2:0 |
| Зора је била слободна.      |     |

| 13. коло, 2-6.12.2015.      |     |
| Горштак - Рибница           | 5:0 |
| Црвена Стијена - Зора       | 2:3 |
| Младост Љешкопоље - Забјело | 0:1 |
| Челик је био слободан.      |     |

| 14. коло, 9-13.12.2015.          |     |
| Забјело - Горштак                | 2:1 |
| Зора - Младост Љешкопоље         | 3:0 |
| Рибница - Челик                  | 0:3 |
| Црвена Стијена је била слободна. |     |

| 15. коло, 28.2.2016.               |     |
| Забјело - Челик                    | 0:4 |
| Црвена Стијена - Младост Љешкопоље | 3:3 |
| Зора - Горштак                     | 3:0 |
| Рибница је била слободна.          |     |

| 16. коло, 5.3.2016.                 |     |
| Горштак - Црвена Стијена            | 4:0 |
| Челик - Зора                        | 2:0 |
| Рибница - Забјело                   | 2:1 |
| Младост Љешкопоље је било слободно. |     |

| 17. коло, 13.3.2016.        |     |
| Зора - Рибница              | 1:0 |
| Црвена Стијена - Челик      | 0:2 |
| Младост Љешкопоље - Горштак | 1:0 |
| Забјело је било слободно.   |     |

| 18. коло, 20.3.2016.      |     |
| Рибница - Црвена Стијена  | 1:1 |
| Забјело - Зора            | 1:0 |
| Челик - Младост Љешкопоље | 5:0 |
| Горштак је био слободан.  |     |

| 19. коло, 27.3.2016.        |     |
| Горштак - Челик             | 0:2 |
| Младост Љешкопоље - Рибница | 1:1 |
| Црвена Стијена - Забјело    | 1:2 |
| Зора је била слободна.      |     |

| 20. коло, 3.4.2016.         |          |
| Рибница - Горштак           | 3:2      |
| Забјело - Младост Љешкопоље | 2:1      |
| Зора - Црвена Стијена       | 0:3 с.р. |
| Челик је био слободан.      |          |

| 21. коло, 10.4.2016.             |          |
| Младост Љешкопоље - Зора         | 3:0 с.р. |
| Горштак - Забјело                | 2:1      |
| Челик - Рибница                  | 2:0      |
| Црвена Стијена је била слободна. |          |

| 22. коло, 13.4.2016.               |          |
| Горштак - Зора                     | 3:0 с.р. |
| Младост Љешкопоље - Црвена Стијена | 2:2      |
| Челик - Забјело                    | 6:0      |
| Рибница је била слободна.          |          |

| 23. коло, 17.4.2016.                |          |
| Црвена Стијена - Горштак            | 5:0      |
| Зора - Челик                        | 0:3 с.р. |
| Забјело - Рибница                   | 1:2      |
| Младост Љешкопоље је било слободно. |          |

| 24. коло, 26.-27.3.2017.    |          |
| Челик - Црвена Стијена      | 3:0 с.р. |
| Рибница - Зора              | 3:0 с.р. |
| Горштак - Младост Љешкопоље | 2:1      |
| Забјело је било слободно.   |          |

| 25. коло, 1.5.2016.       |          |
| Младост Љешкопоље - Челик | 1:2      |
| Црвена Стијена - Рибница  | 2:0      |
| Зора - Забјело            | 0:3 с.р. |
| Горштак је био слободан.  |          |

| 26. коло, 8.5.2016.         |          |
| Челик - Горштак             | 3:1      |
| Забјело - Црвена Стијена    | 3:0 с.р. |
| Рибница - Младост Љешкопоље | 0:1      |
| Зора је била слободна.      |          |

| 27. коло, 15.5.2016.        |          |
| Младост Љешкопоље - Забјело | 2:2      |
| Горштак - Рибница           | 3:1      |
| Црвена Стијена - Зора       | 3:0 с.р. |
| Челик је био слободан.      |          |

| 28. коло, 22.5.2016.             |          |
| Рибница - Челик                  | 0:6      |
| Зора - Младост Љешкопоље         | 0:3 с.р. |
| Забјело - Горштак                | 0:1      |
| Црвена Стијена је била слободна. |          |

Легенда:
 Дерби мечеви
- с.р. - Службени резултат.

### Детаљни извјештај

#### 1 коло
| Забјело | 2:3 | Челик |
| ------- | --- | ----- |
|         |     |       |

| Зора | 5:3 | Горштак |
| ---- | --- | ------- |
|      |     |         |

| Црвена Стијена | 0:2 | Младост Љешкопоље |
| -------------- | --- | ----------------- |
|                |     |                   |

#### 2 коло
| Горштак                                                     | 3:2 | Црвена Стијена                             |
| ----------------------------------------------------------- | --- | ------------------------------------------ |
| Марко Вујисић 35’ · Филип Марковић 65’ · Раде Булатовић 75’ |     | Марко Радуловић 84’ · Саво Вукадиновић 90’ |

| Челик              | 1:0 | Зора |
| ------------------ | --- | ---- |
| Андрија Бакрач 90’ |     |      |

| Рибница | 0:7 | Забјело |
| ------- | --- | --- |
|         |     | Филип Шундић 7’ · Филип Шундић 23’ · Јован Вучковић 40’ · Александар Луковац 63’ · Михајло Пајовић 76’ · Марко Додић 78’ · Игор Букилић 87’ |

#### 3 коло
| Младост Љешкопоље      | 1:1 | Горштак                  |
| ---------------------- | --- | ------------------------ |
| Александар Паљевић 15’ |     | Филип Марковић 58’ (пен) |

| Зора | 7:0 | Рибница |
| --- | --- | ------- |
| Алис Аверић 14’ · Дамјан Брајовић 18’ · Дамјан Брајовић 22’ · Никола Јовановић 67’ · Зећо Коленовић 70’ · Крсто Павићевић 77’ · Борис Поповић 82’ |     |         |

| Црвена Стијена | 0:3 | Челик                                                                   |
| -------------- | --- | ----------------------------------------------------------------------- |
|                |     | Александар Ђурановић 53’ · Ристо Мирковић 56’ · Борис Булајић 68’ (пен) |

#### 4 коло
| Челик | 5:1 | Младост Љешкопоље   |
| --- | --- | ------------------- |
| Александар Ђурановић 5’ · Никола Чолаковић 19’ · Никола Чолаковић 31’ · Лука Шофранац 34’ · Никола Чолаковић 36’ |     | Мирко Ускоковић 44’ |

| Забјело | 0:2 | Зора                                             |
| ------- | --- | ------------------------------------------------ |
|         |     | Александар Боричић 18’ (а.г.) · Васо Пајовић 90’ |

| Рибница                                                   | 3:4 | Црвена Стијена                                                                       |
| --------------------------------------------------------- | --- | ------------------------------------------------------------------------------------ |
| Селмир Жабељи 10’ · Никола Жугић 26’ · Африм Крушевци 65’ |     | Бранко Цаушевић 19’ · Кристијан Јунчај 50’ · Кристијан Јунчај 58’ · Немања Шиник 70’ |

#### 5 коло
| Горштак | 0:5 | Челик                                                                                                  |
| ------- | --- | --- |
|         |     | Зијад Адровић 6’ · Никола Чолаковић 30’ · Зијад Адровић 34’ · Мрдеља Чворовић 67’ · Ристо Мирковић 90’ |

| Црвена Стијена                                                        | 3:1 | Забјело                        |
| --------------------------------------------------------------------- | --- | ------------------------------ |
| Марко Радуловић 25’ · Лазар Рајовић 70’ (а.г.) · Кристијан Јунчај 77’ |     | Александар Ненадовић 31’ (пен) |

| Младост Љешкопоље                                                                  | 4:1 | Рибница            |
| ---------------------------------------------------------------------------------- | --- | ------------------ |
| Богдан Јовићевић 7’ · Драган Радоман 8’ · Драган Радоман 14’ · Мирко Ускоковић 18’ |     | Марко Шофранац 75’ |

#### 6 коло
| Рибница          | 1:5 | Горштак                                                                                                   |
| ---------------- | --- | --- |
| Стеван Пекић 41’ |     | Драгомир Драшковић 11’ · Марко Вујисић 58’ · Бранислав Аџић 62’ · Марко Вујисић 90’ · Милорад Мујовић 93’ |

| Забјело             | 1:1 | Младост Љешкопоље  |
| ------------------- | --- | ------------------ |
| Михајло Пајовић 69’ |     | Драган Радоман 59’ |

| Зора                                    | 2:0 | Црвена Стијена |
| --------------------------------------- | --- | -------------- |
| Бојан Влаховић 36’ · Стојан Дедовић 81’ |     |                |

#### 7 коло
| Младост Љешкопоље | 0:1 | Зора |
| ----------------- | --- | ---- |
|                   |     |      |

| Горштак | 3:0 (службеним резултатом) | Забјело |
| ------- | -------------------------- | ------- |
|         |                            |         |

| Челик | 11:1 | Рибница |
| ----- | ---- | ------- |
|       |      |         |

#### 8 коло
| Горшак                                 | 2:2 | Зора                                 |
| -------------------------------------- | --- | ------------------------------------ |
| Бранислав Аџић 45’ · Марко Вујисић 56’ |     | Бојан Влаховић 65’ · Алис Аверић 82’ |

| Младост Љешкопоље                         | 2:2 | Црвена Стијена                                   |
| ----------------------------------------- | --- | ------------------------------------------------ |
| Илија Бојановић 10’ · Илија Бојановић 90’ |     | Бранко Цаушевић 55’ · Александар Вукадиновић 69’ |

| Челик | 9:0 | Забјело |
| --- | --- | ------- |
| Никола Чолаковић 8’ · Ристо Мирковић 13’ · Божидар Поповић 18’ · Ристо Мирковић 24’ · Ристо Мирковић 32’ · Лука Шофранац 45’ · Стојан Милићевић 67’ · Стојан Милићевић 73’ · Мрдеља Чворовић 85’ |     |         |

#### 9 коло
| Забјело            | 1:0 | Рибница |
| ------------------ | --- | ------- |
| Владан Мијовић 12’ |     |         |

| Црвена Стијена             | 1:1 | Горштак            |
| -------------------------- | --- | ------------------ |
| Александар Вукадиновић 25’ |     | Филип Марковић 89’ |

| Зора                                   | 2:1 | Челик                   |
| -------------------------------------- | --- | ----------------------- |
| Стојан Дедовић 25’ · Жарко Радовић 60’ |     | Зијад Адровић 83’ (пен) |

#### 10 коло
| Челик | 8:0 | Црвена Стијена |
| --- | --- | -------------- |
| Никола Чолаковић 11’ · Никола Чолаковић 13’ · Лука Шофранац 26’ · Ристо Мирковић 29’ · Ристо Мирковић 39’ · Томислав Чираковић 40’ · Јован Живковић 63’ · Никола Чолаковић 86’ |     |                |

| Горштак            | 1:0 | Младост Љешкопоље |
| ------------------ | --- | ----------------- |
| Бранислав Аџић 71’ |     |                   |

| Рибница                                         | 2:3 | Зора                                                       |
| ----------------------------------------------- | --- | ---------------------------------------------------------- |
| Милош Драгаш 37’ (пен) · Менсур Шаљај 45’ (пен) |     | Бојан Поповић 13’ · Жарко Радовић 65’ · Милош Цаушевић 89’ |

#### 11 коло
| Зора                                                      | 3:0 | Забјело |
| --------------------------------------------------------- | --- | ------- |
| Зећо Коленовић 19’ · Иван Ристић 28’ · Владан Свркота 51’ |     |         |

| Младост Љешкопоље   | 1:1 | Челик                      |
| ------------------- | --- | -------------------------- |
| Мирко Ускоковић 72’ |     | Марко Мрваљевић 10’ (а.г.) |

| Црвена Стијена  | 1:4 | Рибница                                                                    |
| --------------- | --- | -------------------------------------------------------------------------- |
| Немања Шник 24’ |     | Стеван Пекић 13’ · Селмир Жабељи 35’ · Милош Драгаш 84’ · Милош Драгаш 88’ |

#### 12 коло
| Челик | 6:0 | Горштак |
| --- | --- | ------- |
| Михајло Вукићевић 14’ · Стојан Милићевић 36’ · Александар Ђурановић 40’ · Никола Чолаковић 50’ · Стојан Милићевић 57’ · Вук Ђурковић 65’ |     |         |

| Забјело                                                                       | 4:2 | Црвена Стијена                          |
| ----------------------------------------------------------------------------- | --- | --------------------------------------- |
| Милош Рашовић 21’ · Милош Рашовић 70’ · Милош Рашовић 74’ · Филип Кусовац 76’ |     | Марко Радуловић 16’ · Милош Пејурић 32’ |

| Рибница                             | 2:0 | Младост Љешкопоље |
| ----------------------------------- | --- | ----------------- |
| Никола Жугић 53’ · Стеван Пекић 74’ |     |                   |

#### 13 коло
| Горштак | 5:0 | Рибница |
| --- | --- | ------- |
| Милован Булатовић 25’ · Раде Булатовић 28’ · Милован Булатовић 30’ · Милован Булатовић 33’ · Марко Вујисић 36’ |     |         |

| Црвена Стијена                                  | 2:3 | Зора                                                        |
| ----------------------------------------------- | --- | ----------------------------------------------------------- |
| Марко Радуловић 65’ · Марко Радуловић 83’ (пен) |     | Фран Љуцовић 25’ · Дамјан Брајовић 37’ · Зећо Коленовић 40’ |

| Младост Љешкопоље | 0:1 | Забјело             |
| ----------------- | --- | ------------------- |
|                   |     | Милун Милатовић 43’ |

#### 14 коло
| Забјело                                    | 2:1 | Горштак                  |
| ------------------------------------------ | --- | ------------------------ |
| Александар Лутовац 45’ · Милош Рашовић 70’ |     | Филип Кусовац 50’ (а.г.) |

| Зора                                                       | 3:0 | Младост Љешкопоље |
| ---------------------------------------------------------- | --- | ----------------- |
| Владан Свркота 22’ · Васо Пајовић 82’ · Бојан Влаховић 86’ |     |                   |

| Рибница | 0:3 | Челик                                                     |
| ------- | --- | --------------------------------------------------------- |
|         |     | Лука Шофранац 11’ · Лука Шофранац 40’ · Зијад Адровић 44’ |

#### 15 коло
| Црвена Стијена                                                    | 3:3 | Младост Љешкопоље                                           |
| ----------------------------------------------------------------- | --- | ----------------------------------------------------------- |
| Марко Радуловић 70’ · Марко Радуловић 73’ (пен) · Гојко Жижић 88’ |     | Драган Радоман 19’ · Милош Бољевић 67’ · Драган Радоман 85’ |

| Зора                                                       | 3:0 | Горштак |
| ---------------------------------------------------------- | --- | ------- |
| Бојан Влаховић 4’ · Владан Свркота 67’ · Горан Крговић 83’ |     |         |

| Забјело | 0:4 | Челик                                                                                |
| ------- | --- | ------------------------------------------------------------------------------------ |
|         |     | Никола Чолаковић 11’ · Никола Лончар 16’ · Никола Чолаковић 45’ · Ристо Мирковић 75’ |

#### 16 коло
| Челик                                    | 2:0 | Зора |
| ---------------------------------------- | --- | ---- |
| Немања Влаховић 25’ · Никола Вучинић 73’ |     |      |

| Рибница                              | 2:1 | Забјело                 |
| ------------------------------------ | --- | ----------------------- |
| Милош Вујовић 31’ · Стеван Пекић 42’ |     | Милош Рашовић 18’ (пен) |

| Горштак                                                                              | 4:0 | Црвена Стијена |
| ------------------------------------------------------------------------------------ | --- | -------------- |
| Марко Булатовић 18’ · Марко Булатовић 23’ · Раде Булатовић 32’ · Марко Булатовић 39’ |     |                |

#### 17 коло
| Младост Љешкопоље   | 1:0 | Горштак |
| ------------------- | --- | ------- |
| Милић Глобаревић 4’ |     |         |

| Зора              | 1:0 | Рибница |
| ----------------- | --- | ------- |
| Зећо Коленовић 6’ |     |         |

| Црвена Стијена | 0:2 | Челик                                       |
| -------------- | --- | ------------------------------------------- |
|                |     | Никола Лончар 51’ · Никола Лончар 75’ (пен) |

#### 18 коло
| Забјело            | 1:0 | Зора |
| ------------------ | --- | ---- |
| Милош Вукчевић 66’ |     |      |

| Челик                                                                                                  | 5:0 | Младост Љешкопоље |
| --- | --- | ----------------- |
| Никола Чолаковић 9’ · Никола Лончар 30’ · Немања Влаховић 31’ · Никола Лончар 37’ · Андрија Бакрач 73’ |     |                   |

| Рибница          | 1:1 | Црвена Стијена             |
| ---------------- | --- | -------------------------- |
| Стеван Пекић 90’ |     | Александар Вукадиновић 13’ |

#### 19 коло
| Горштак | 0:2 | Челик                                 |
| ------- | --- | ------------------------------------- |
|         |     | Зијад Адровић 25’ · Никола Лончар 60’ |

| Црвена Стијена            | 1:2 | Забјело                                  |
| ------------------------- | --- | ---------------------------------------- |
| Марко Радуловић 47’ (пен) |     | Никола Шћеповић 50’ · Милош Вукчевић 53’ |

| Младост Љешкопоље          | 1:1 | Рибница          |
| -------------------------- | --- | ---------------- |
| Никола Јовићевић 18’ (пен) |     | Стеван Пекић 85’ |

#### 20 коло
| Забјело                                       | 2:1 | Младост Љешкопоље |
| --------------------------------------------- | --- | ----------------- |
| Милош Вукчевић 59’ · Александар Ненадовић 75’ |     | Милош Бољевић 12’ |

| Рибница                                                               | 3:2 | Горштак                                 |
| --------------------------------------------------------------------- | --- | --------------------------------------- |
| Војислав Васовић 18’ · Мирослав Турковић 45’ · Дамир Авдљај 87’ (пен) |     | Раде Булатовић 60’ · Бранислав Аџић 74’ |

| Зора | 0:3 (службеним резултатом) | Црвена Стијена |
| ---- | -------------------------- | -------------- |
|      |                            |                |

#### 21 коло
| Горштак                                     | 2:1 | Забјело               |
| ------------------------------------------- | --- | --------------------- |
| Филип Марковић 22’ · Драгомир Драшковић 57’ |     | Милутин Милатовић 20’ |

| Челик                                    | 2:0 | Рибница |
| ---------------------------------------- | --- | ------- |
| Божидар Поповић 54’ · Ристо Мирковић 90’ |     |         |

| Младост Љешкопоље | 3:0 (службеним резултатом) | Зора |
| ----------------- | -------------------------- | ---- |
|                   |                            |      |

#### 22 коло
| Челик | 6:0 | Забјело |
| --- | --- | ------- |
| Никола Вучинић 25’ · Никола Вучинић 28’ · Никола Лончар 67’ · Никола Лончар 75’ · Андрија Бакрач 79’ · Никола Лончар 83’ |     |         |

| Младост Љешкопоље                            | 2:2 | Црвена Стијена                            |
| -------------------------------------------- | --- | ----------------------------------------- |
| Бошко Драговић 2’ (а.г.) · Милош Бољевић 78’ |     | Марко Радуловић 13’ · Бранко Чаушевић 61’ |

| Горштак | 3:0 (службеним резултатом) | Зора |
| ------- | -------------------------- | ---- |
|         |                            |      |

#### 23 коло
| Црвена Стијена                                                                                                  | 5:0 | Горштак |
| --- | --- | ------- |
| Кристијан Јунчај 33’ · Милош Пејурић 55’ · Александар Вукадиновић 73’ · Бранко Цаушевић 79’ · Марко Дробњак 88’ |     |         |

| Забјело               | 1:2 | Рибница                                         |
| --------------------- | --- | ----------------------------------------------- |
| Милутин Милатовић 26’ |     | Александар Паљевић 25’ · Александар Паљевић 74’ |

| Зора | 0:3 (службеним резултатом) | Челик |
| ---- | -------------------------- | ----- |
|      |                            |       |

#### 24 коло
| Горштак                                 | 2:1 | Младост Љешкопоље   |
| --------------------------------------- | --- | ------------------- |
| Анђелко Лекић 71’ · Марко Булатовић 86’ |     | Илија Бојановић 75’ |

| Челик | 3:0 (службеним резултатом) | Црвена Стијена |
| ----- | -------------------------- | -------------- |
|       |                            |                |

| Рибница | 3:0 (службеним резултатом) | Зора |
| ------- | -------------------------- | ---- |
|         |                            |      |

#### 25 коло
| Црвена Стијена                                         | 2:0 | Рибница |
| ------------------------------------------------------ | --- | ------- |
| Марко Радуловић 29’ (пен) · Александар Вукадиновић 77’ |     |         |

| Младост Љешкопоље    | 1:2 | Челик                                   |
| -------------------- | --- | --------------------------------------- |
| Богдан Јовићевић 75’ |     | Никола Вучинић 38’ · Марко Касалица 78’ |

| Зора | 0:3 (службеним резултатом) | Забјело |
| ---- | -------------------------- | ------- |
|      |                            |         |

#### 26 коло
| Челик                                                         | 3:1 | Горштак           |
| ------------------------------------------------------------- | --- | ----------------- |
| Ристо Мирковић 48’ · Никола Вучинић 71’ · Мартин Чворовић 76’ |     | Анђелко Лекић 31’ |

| Рибница | 0:1 | Младост Љешкопоље    |
| ------- | --- | -------------------- |
|         |     | Никола Јовићевић 69’ |

| Забјело | 3:0 (службеним резултатом) | Црвена Стијена |
| ------- | -------------------------- | -------------- |
|         |                            |                |

#### 27 коло
| Горштак                                                          | 3:1 | Рибница                |
| ---------------------------------------------------------------- | --- | ---------------------- |
| Драгомир Драшковић 32’ · Раде Булатовић 56’ · Раде Булатовић 90’ |     | Александар Паљевић 61’ |

| Младост Љешкопоље                          | 2:2 | Забјело                               |
| ------------------------------------------ | --- | ------------------------------------- |
| Никола Јовићевић 35’ · Илија Бојановић 65’ |     | Огњен Нишавић 13’ · Огњен Нишавић 57’ |

| Црвена Стијена | 3:0 (службеним резултатом) | Зора |
| -------------- | -------------------------- | ---- |
|                |                            |      |

#### 28 коло
| Забјело | 0:1 | Горштак |
| ------- | --- | ------- |
|         |     |         |

| Рибница | 0:6 | Челик |
| ------- | --- | ----- |
|         |     |       |

| Зора | 0:3 (службеним резултатом) | Младост Љешкопоље |
| ---- | -------------------------- | ----------------- |
|      |                            |                   |

## Табела и статистика
| Мјесто | Екипа             | Играно | Побједа | Неријешено | Изгубио | Дао гол. | При. гол. | Гол-разлика | Бодови | Напомене                            |
| ------ | ----------------- | ------ | ------- | ---------- | ------- | -------- | --------- | ----------- | ------ | ----------------------------------- |
| 1      | Челик             | 24     | 22      | 1          | 1       | 96       | 9         | +87         | 67     | Бараж за улазак у Другу лигу        |
| 2      | Зора              | 24     | 12      | 1          | 11      | 37       | 38        | -1          | 37     | Одустала од такмичења након 19 кола |
| 3      | Горштак           | 24     | 11      | 3          | 10      | 43       | 45        | -2          | 36     |                                     |
| 4      | ФК Забјело        | 24     | 10      | 2          | 12      | 34       | 48        | -14         | 29     |                                     |
| 5      | Младост Љешкопоље | 24     | 7       | 7          | 10      | 32       | 36        | -4          | 28     |                                     |
| 6      | Рибница           | 24     | 6       | 2          | 16      | 27       | 72        | -45         | 20     |                                     |
| 7      | Црвена Стијена    | 24     | 6       | 4          | 14      | 35       | 56        | -21         | 19     |                                     |

- Забјело -3 бода
- Црвена Стијена -3 бода
- Челик - Пласирао се у бараж за улазак у Другу лигу Црне Горе

У Средњу регију за сезону 2016/17 пласирали су се:
- ФК Блу Стар
- ФК Дрезга

| Првак Треће лиге Црне Горе (Средња регија) |
| ------------------------------------------ |
| Челик 1. Титула                            |

### Позиције на табели по колима
|   | Екипа             | 1 | 2 | 3 | 4 | 5 | 6 | 7 | 8 | 9 | 10 | 11 | 12 | 13 | 14 | 15 | 16 | 17 | 18 | 19 | 20 | 21 | 22 | 23 | 24 | 25 | 26 | 27 | 28 |
| - | ----------------- | - | - | - | - | - | - | - | - | - | -- | -- | -- | -- | -- | -- | -- | -- | -- | -- | -- | -- | -- | -- | -- | -- | -- | -- | -- |
| 1 | Црвена Стијена    | 5 | 6 | 6 | 6 | 4 | 5 | 5 | 5 | 5 | 5  | 5  | 6  | 6  | 6  | 6  | 7  | 7  | 7  | 7  | 7  | 7  | 7  | 7  | 7  | 7  | 7  | 7  | 7  |
| 2 | Челик             | 3 | 1 | 1 | 1 | 1 | 1 | 1 | 1 | 1 | 1  | 1  | 1  | 1  | 1  | 1  | 1  | 1  | 1  | 1  | 1  | 1  | 1  | 1  | 1  | 1  | 1  | 1  | 1  |
| 3 | Горштак           | 6 | 5 | 4 | 4 | 5 | 4 | 3 | 3 | 3 | 3  | 3  | 3  | 3  | 3  | 3  | 3  | 3  | 3  | 3  | 4  | 3  | 3  | 3  | 3  | 3  | 3  | 3  | 3  |
| 4 | Младост Љешкопоље | 2 | 3 | 3 | 3 | 3 | 3 | 4 | 4 | 4 | 4  | 4  | 4  | 5  | 5  | 5  | 5  | 5  | 5  | 5  | 5  | 5  | 5  | 5  | 5  | 5  | 5  | 5  | 5  |
| 5 | Рибница           | 7 | 7 | 7 | 7 | 7 | 7 | 7 | 7 | 7 | 7  | 7  | 7  | 7  | 7  | 7  | 6  | 6  | 6  | 6  | 6  | 6  | 6  | 6  | 5  | 6  | 6  | 6  | 6  |
| 6 | Забјело           | 4 | 2 | 5 | 5 | 6 | 6 | 6 | 6 | 6 | 6  | 6  | 5  | 4  | 4  | 4  | 4  | 4  | 4  | 4  | 3  | 4  | 4  | 4  | 4  | 4  | 4  | 4  | 4  |
| 7 | Зора              | 1 | 4 | 2 | 2 | 9 | 2 | 2 | 2 | 2 | 2  | 2  | 2  | 2  | 2  | 2  | 2  | 2  | 2  | 2  | 2  | 2  | 2  | 2  | 2  | 2  | 2  | 2  | 2  |

## Листа стријелаца
| Поз. | Име и презиме          | Клуб              | Голова |
| ---- | ---------------------- | ----------------- | ------ |
| 1    | Никола Чолаковић       | Челик             | 14     |
| 2    | Ристо Мирковић         | Челик             | 12     |
| 3    | Никола Лончар          | Челик             | 10     |
| 3    | Марко Радуловић        | Црвена Стијена    | 10     |
| 5    | Зијад Адровић          | Челик             | 8      |
| 5    | Лука Шофранац          | Челик             | 8      |
| 7    | Стеван Пекић           | Рибница           | 7      |
| 8    | Раде Булатовић         | Горштак           | 6      |
| 8    | Никола Вучинић         | Челик             | 6      |
| 8    | Милош Рашовић          | Забјело           | 6      |
| 11   | Филип Марковић         | Горштак           | 5      |
| 11   | Драган Радоман         | Младост Љешкопоље | 5      |
| 11   | Марко Вујисић          | Горштак           | 5      |
| 11   | Александар Вукадиновић | Црвена Стијена    | 5      |